# Lydia Baumbach
Lydia Baumbach (* 1924 in Stellenbosch; † 1991) war eine südafrikanische Altphilologin und Mykenologin.
Baumbach stammte aus einer deutschen Missionarsfamilie der Rheinischen Missionsgesellschaft, die sich in Stellenbosch niedergelassen hatte. Dort besuchte sie die Rhenish Girls' High School, anschließend studierte sie von 1942 bis 1946 an der dortigen Universität. Sie schloss ihr Studium 1946 mit einem M.A. in Lateinischer Philologie, 1951 mit einem M.A. in Griechischer Philologie ab. Von 1947 an hatte Baumbach eine Stelle als Junior Lecturer an der Universität Stellenbosch inne. Von Oktober 1955 bis Juni 1957 setzte sie ihre Studien als affiliated student am Newnham College in Cambridge fort und schloss diese 1962 mit dem M.A. bei John Chadwick ab. Nach ihrer Rückkehr erhielt sie in Stellenbosch eine lectureship (Lektorenstelle), 1959 eine senior lectureship an der Rhodes-Universität in Grahamstown und nach einem kurzen Aufenthalt an der Universität Pretoria 1965 eine senior lectureship an der Universität Kapstadt. Von 1976 bis zu ihrer Emeritierung 1988 war sie dort Chair of Classics. Von 1983 bis 1984 war sie Vorsitzende der Classical Association of South Africa. Sie gehörte der Presbyterian Church of Africa an, die sie 1972 in den Ältestenrat aufnahm.
Baumbachs Hauptarbeitsgebiet war die Mykenologie, insbesondere die Entzifferung und Erschließung der Linear-B-Schrift, an der sie gemeinsam mit ihrem britischen Lehrer John Chadwick arbeitete. Eine erste solche Arbeit stellt die Sammlung griechischer Wörter dar, deren Etymologie durch die mykenischen Funde erhellt wurde. Besonders verdienstvoll war des Weiteren die Erstellung einer umfassenden Bibliographie zu den mykenischen Inschriften und ihrer Sprache aus vorangehenden Sammlungen von Michael Ventris, Leonard Robert Palmer, John Chadwick and Leopold John Dixon Richardson.

## Schriften (Auswahl)
- Petroniana. In: Acta Classica 2, 1959, 70-71 (PDF).
- mit John Chadwick: The Mycenaean Greek Vocabulary. In: Glotta 41, 1963, 157-271 (online).
- The Mycenaean Greek Vocabulary II. In: Glotta 49, 1971, 151-190.
- The Mycenean Contribution to Greek Etymology. In: Acta Classica 7, 1964, 1-8 (PDF).
- Studies in Mycenaean inscriptions and dialect. A Complete Bibliography and Index, I: 1953–1964; II: 1965–1978. Rom 1968-1986. – (Die Bibliographie wird online fortgeführt an der Universität Texas)
- The Dilemma of the Horns – An Analysis of the Knossos Mc Tablets. In: Acta Classica 14, 1971, 1-16 (PDF).
- Further thoughts on PY Vn 46. In: Minos. Revista de Filología Egea 12, 1972, 383-397.
- The "Coming of Age" of Mycenology – the First Twenty-one Years. In: Acta Classica 16, 1973, 1-14 (PDF).
- A Doric Fifth Column? In: Acta Classica 23, 1980, 1-12 (PDF).
- Shakespeare and the Classics. In: Acta Classica 28, 1985, 77-86 (PDF).
- The Personal Names on the Knossos Ap Tablets. In: Annemarie Etter (Hrsg.): o-o-pe-ro-si. Festschrift für Ernst Risch zum 75. Geburtstag. De Gruyter, Berlin – New York 1986, 273-278 (Auszüge Google-Books).
- Names of Shepherds at Knossos. In: Acta Classica 30, 1987, 5-10 (PDF).
- An examination of the personal names in the Knossos tablets as evidence for the social structure of Crete in the Late Minoan II period. In: Olga Krzyszkowska, Lydia Nixon (Hrsg.): Minoan Society. Proceedings of the Cambridge colloquium 1981. Bristol Classical Press, Bristol 1988, 3-10.